# Matteo Palizzi
Matteo Palizzi (... – Messina, 1353) fu signore di Tripi (ME) e di Saponara (ME), vicario del Regno di Sicilia.

## Biografia
Matteo Palizzi - figlio di Nicolò II Palizzi - era il rampollo di una famiglia "latina" in forte ascesa, contraria al predominio delle casate aragonesi e catalane sul trono di Sicilia. Aveva la signoria su Messina, a Castrogiovanni e su diversi centri del palermitano, fra cui Ciminna e Tripi. Un suo primo matrimonio è testimoniato da un'iscrizione sepolcrale conservata in Pisa, dalla quale risulta come moglie una Eleonora Ventimiglia, figlia di Nicolò Ventimiglia Conte del Maro, e nipote di Enrico II Ventimiglia, conte di Geraci. La sposa risulta morta nel 1340 nella città toscana - sepolta presso un chiostro della chiesa di San Francesco - rifugio temporaneo di Matteo durante un esilio. Politicamente avverso a Blasco II Alagona, forse per opportunismo ne sposò la nipote Margherita, figlia di Giovanni. Molti cronisti definirono la sua signoria cruenta e spregiudicata con i popolani.
Matteo Palizzi fu conte di Novara dal giugno 1337, e dal 1338 possedette l'ampia signoria di Caronia, sequestrata ai Ventimiglia. Altri beni vassallatici furono il castello di Castelluccio di Noto, il feudo Churca, i castelli di Santa Lucia del Mela o Maccaruni e Saponara, nonché la foresta Porta di Randazzo. Matteo fu eletto Maestro Razionale del Regno nel 1337, ma costretto all'esilio nel giugno 1340, sino al giugno 1348, quando riacquistò il titolo comitale su Novara, e le signorie di Tripi, Caronia, Saponara e Militello.
Matteo fu nominato nel giugno 1349 Gran Cancelliere del Regno di Sicilia, mentre nel novembre 1350 cedette a Blasco II Alagona il feudo di Caronia, ricevendo in cambio Montalbano Elicona e Butera.
Nel 1353 chiese alla corte angioina di Napoli un intervento a Messina, ma assediato dalle armate di Ludovico d'Aragona, fu deposto e assassinato in quell'anno stesso dalla popolazione locale, in un tumulto, insieme alla moglie e al figlio.
Il Villani lo ricorda nella sua Nuova Cronica, definendolo fra i più possenti di Messina narra della sua fine e della sua casata.
(G.Villani)